# Маоїзм
Маої́зм, також відомий як Ду́мка Ма́о Цзеду́на, (спрощ.: 毛泽东思想; кит. трад.: 毛澤東思想; піньїнь: Máo Zédōng Sīxiǎng) — політична філософія, різновид марксизму-ленінізму, розвинений китайським революціонером Мао Цзедуном під час намагань здійснити соціалістичну революцію в сільськогосподарському, доіндустріальному суспільстві Республіки Китай, а пізніше Китайської Народної Республіки.
Основна різниця між маоїзмом і традиційним марксизмом-ленінізмом полягає в тому, що об'єднаний фронт прогресивних сил у класовому суспільстві очолює революційний авангард у доіндустріальних суспільствах, а не комуністичні революціонери поодинці. Ця теорія, в якій революційна практика є первинною, а ідеологічна ортодоксія вторинною, представляє урбаністичний марксизм-ленінізм, адаптований до доіндустріального Китаю. 
З 1950-х років і до економічних реформ Дена Сяопіна наприкінці 1970-х років маоїзм був політичною та військовою ідеологією Комуністичної партії Китаю та маоїстських революційних рухів у всьому світі.
Термін «маоїзм» — витвір прихильників Мао; сам Мао відкидав його і віддавав перевагу використанню терміна «думка Мао Цзедуна».

## Виникнення
Маоїзм виник як «китайська форма марксизму», «китайський комунізм» і був офіційно проголошений на 7 з'їзді Комуністичної партії Китаю (КПК) у 1945 році. Проголошено, що «відбулося з'єднання загальних істин марксизму-ленінізму з практикою китайської революції».
Маоїзм характеризується крайнім еклектизмом, суб'єктивізмом, волюнтаризмом. У маоїзмі поєдналися ідеї деяких давніх китайських ідеологій (легізму, конфуціанства, даосизму), ідеологій селянських середньовічних повстань.

## Особливості ідеології
Якщо класичний марксизм базується на досвіді європейських пролетарів і тісно пов'язаний із розвитком європейської філософії, а вчення Леніна є його продовженням із пристосуванням до фази імперіалізму, то Думка Мао є регіональним пристосуванням революційної теорії до умов напівфеодального Китаю середини XX століття. Основа вчення є практичною відповіддю на питання, що поставали перед Комуністичною партією Китаю під час тривалої партизанської війни в сільській місцевості.
У класичних марксистів пролетарська революція внутрішньо підживлювалася капіталістичним способом виробництва; у міру розвитку капіталізму «виникає напруга між продуктивними силами та способом виробництва». Політична напруга між продуктивними силами (робітниками) і власниками засобів виробництва (капіталістами) була б неминучим стимулом для пролетарської революції, результатом якої стане комуністичне суспільство. Зі свого боку, Мао не погоджувався з теорією Маркса про неминучу циклічність економічної системи. Його метою було об'єднати китайську націю і таким чином реалізувати прогресивні зміни для Китаю у формі соціалізму. Він поставив під сумнів твердження, мовляв, для побудови нової формації потрібні передові економічні умови. У «Великому союзі народних мас» (1919) Мао писав: «Занепад держави, страждання людства і темрява суспільства досягли крайньої межі».
Для Мао Цзедуна революційною силою було зубожіле селянство, адже тогочасний Китай не мав достатньої індустріальної бази для існування просунутого та масового робітничого руху. Також до селян могли приєднуватися ремісники, інтелігенція і спочутлива дрібна буржуазія. Такий союз допустимий в межах «нової демократії», перехідного передсоціалістичного ладу, який для маоїстів є бажаним при поступовому будівництві нової економічної формації. Ідея широкої класової єдності навколо прогресивного революційного класу є основним положенням маоїстів.
До прикладу, блок класів, що відображає принципи Нової демократії, символізують зірки на прапорі Китаю. Найбільша зірка символізує керівництво партії, а навколишні чотири менші зірки символізують Блок чотирьох класів, тобто пролетарських робітників, селян, дрібної буржуазії і капіталістів національного походження. Нова демократія Мао пояснює Блок чотирьох класів як нещасний, але необхідний крок до подолання реакційних сил.

## Вплив ідей маоїзму
Думка Мао мала величезний вплив на філософію та масову культуру. Маоїзм поривав із СРСР, а китайські комуністи вважали радянську доктрину «ревізіоністською». Подібна думка відгукнулася багатьом західним лівим активістам та інтелектуалам, так «маоїстами» почали себе називати відомі французькі філософи, серед яких: Луї Альтюссер, Ален Бадью тощо. Для лівих того періоду Думка Мао не була догматичним ученням, натомість для французьких маоїстів досвід Китайської революції слугував майданчиком для дослідження революційної події, практичні та ідеологічні наслідки якої створили передумови для формування нової, більш широкої у порівнянні з попередніми історичними формами марксизму, соціально-критичної перспективи.
Думка Мао стала важливою подією для світового соціалістичного руху. Так, подальші переосмислення маоїзму призвели до появи нового вчення, марксизму-ленінізму-маоїзму, що поєднувало аспекти вчення Мао, досвід нових лівих і філософський доробок французьких інтелектуалів.
Низка дослідників стверджують, що реалізація Думки Мао в Китаї потягла за собою від 30 до 80 мільйонів смертей у мирний час через Культурну революцію, антиправу кампанію 1957–1958 років і Великий стрибок уперед. Разом з тим, критикуючи дискурси щодо смертей внаслідок імплементації Думки Мао, академіки Крістіан Сорас, Іван Франескіні та Ніколас Лубер зауважують, що ці дискурси приписують відповідальність за смерті у способи, які не є типовими для дискурсів щодо інших ідеологій, таких як лібералізм.
Часто режим Червоних кхмерів у Камбоджі кличуть копією маоїстського режиму, однак самі маоїсти та марксисти загалом стверджують, що Комуністична партія Кампучії сильно відхилилася від марксистської доктрини, а кілька посилань на маоїстський Китай у пропаганді КПК були критичними щодо китайців.
Активні кампанії, зокрема партійні чистки та «перевиховання», призводили до ув'язнення або страти тих, хто вважався таким, що суперечить реалізації ідеалів маоїзму. Залишаються дискусійними випадки знищення культурної спадщини, релігії та мистецтва. Низка вчених висловлювали думку, що маоїзм спрямований на боротьбу за панування над природою та її підкорення, що спричинило значних збитків довкіллю.

## Критика
Політолог Ґрегем Янґ стверджує, що маоїсти бачать Йосипа Сталіна як останнього справжнього соціалістичного лідера Радянського Союзу, але допускає, що маоїстські оцінки Сталіна варіюються між надзвичайно позитивними та більш амбівалентними. Деякі політичні філософи, такі як Мартін Коен, бачили в маоїзмі спробу поєднати конфуціанство та соціалізм, та називали це «третім шляхом між комунізмом і капіталізмом».
Енвер Ходжа критикував маоїзм з марксистсько-ленінської точки зору, стверджуючи, що нова демократія припиняє класову боротьбу і дозволяє необмежену капіталістичну експлуатацію. Також він називав теорію трьох світів є «контрреволюційною», і критикував пропоновані Мао методи партизанської війни.
Окремі дослідники кажуть, що Мао відійшов від ленінізму не лише через майже повну відсутність інтересу до міського робітничого класу, але й через його концепцію природи та ролі партії.

## Маоїзм сьогодні
Починаючи з реформ Дена Сяопіна в 1978 році, маоїзм впав у немилість Комуністичній партії Китаю. Ден вважав, що маоїзм показав небезпеку «ультралівизни», що виявилось у «шкоді» різноманітних масових рухів, характерних для маоїстської доби. У китайському комунізмі термін «ліві» можна вважати евфемізмом для маоїстської політики. Проте Ден заявив, що революційну сторону маоїзму слід розглядати окремо від сторони управління, що виразилось у його відомому вислові, що Мао «на 70% мав рацію, на 30% помилявся».